# Leiningen (Familienname)
Leiningen ist ein deutscher Familienname.

## Namensträger

### A
- Andreas zu Leiningen (* 1955), deutscher Unternehmer und Oberhaupt des Hauses Leiningen
- August Georg zu Leiningen-Westerburg-Neuleiningen (1770–1849), k.u.k. Feldmarschallleutnant

### B
- Berthold von Leiningen († 1285), Bischof von Bamberg

### C
- Carl Friedrich Wilhelm (Leiningen) (1724–1807), erster Fürst zu Leiningen, kaiserlicher Kämmerer, Wirklicher Kurpfälzischer Geheimer Rat und Generalleutnant
- Christian Ludwig zu Leiningen-Westerburg-Neuleiningen (1771–1819), österreichisch-ungarischer Oberst
- Christian zu Leiningen-Westerburg (1812–1856), österreichischer Feldmarschallleutnant

### E
- Elisabeth von Leiningen († um 1235/38), Gräfin von Schaumburg
- Embrico von Leiningen († 1146), Bischof von Würzburg (1125–1146)
- Emich von Leiningen († 1328), Bischof von Speyer
- Emich IV. von Leiningen (um 1215–vor 1279), Graf von Leiningen und Gründer der Stadt Landau in der Pfalz
- Emich IX. von Leiningen-Hardenburg; († 1535), Graf von Leiningen-Dagsburg-Hardenburg
- Emich zu Leiningen (1866–1939), Fürst zu Leiningen und preußischer Offizier
- Emich Carl zu Leiningen (1763–1814), Fürst zu Leiningen
- Emich Christian von Leiningen-Dagsburg (1642–1702), Graf von Leiningen und Dagsburg und Herr von Broich, Oberstein und Bürgel, siehe Emich Christian (Leiningen-Dagsburg)
- Emich Karl zu Leiningen-Billigheim (1839–1925), badischer Standesherr
- Ernst zu Leiningen (1830–1904), Fürst zu Leiningen, britischer Admiral
- Eva von Leiningen-Westerburg (1481–1543), Gräfin von Leiningen, Person der Regionalgeschichte und -literatur

### F
- Feodora zu Leiningen (1807–1872), Halbschwester der britischen Königin Victoria sowie Nichte des belgischen Königs Leopold I.
- Friedrich I. zu Leiningen-Westerburg-Altleiningen (1761–1839), deutscher Graf aus dem Adelsgeschlecht Leiningen, Standesherr und Abgeordneter
- Friedrich II. zu Leiningen-Westerburg-Altleiningen (1806–1868), deutscher Graf aus dem Adelsgeschlecht Leiningen, Standesherr und Abgeordneter
- Friedrich III. zu Leiningen-Westerburg-Altleiningen (1852–1916), deutscher Graf aus dem Adelsgeschlecht Leiningen, Standesherr und Abgeordneter
- Friedrich III. (Leiningen) († 1287), Graf in den pfälzischen Stammlanden des Geschlechts

### G
- Gabriele Prinzessin zu Leiningen (* 1963), deutsche Ex-Gemahlin von Prinz Aga Khan
- Georg Carl I. August Ludwig von Leiningen-Westerburg-Neuleiningen (1717–1787), regierender Graf von Leiningen-Westerburg, holländischer Generalleutnant
- Gottfried von Leiningen, 1396/97 Erzbischof von Mainz, Dompropst

### H
- Heinrich von Leiningen († 1272), Bischof von Speyer, kaiserlicher Kanzler, kurzzeitig faktischer Bischof von Würzburg
- Heinrich Ernst Ludwig von Leiningen-Westerburg-Neuleiningen (1752–1799), Graf von Leiningen-Westerburg, kurpfalz-bayerischer Oberst und Regimentskommandeur, Hobbyschauspieler
- Hermann zu Leiningen (1901–1971), deutscher Automobilrennfahrer

### J
- Johanna von Leiningen († um 1413), deutsche Äbtissin
- Josephine zu Leiningen-Westerburg (1835–1917), deutsche Schriftstellerin

### K
- Karl zu Leiningen (1804–1856), dritter Fürst zu Leiningen, königlich-bayerischer Generalleutnant, erster Ministerpräsident der zur Frankfurter Nationalversammlung gehörenden Reichsregierung der Provisorischen Zentralgewalt
- Karl zu Leiningen (1898–1946) (1898–1946), ab 1939 sechster Fürst zu Leiningen
- Karl zu Leiningen-Westerburg-Altleiningen (1819–1849), ungarischer General im Revolutionskrieg 1848/49
- Karl Emich zu Leiningen-Westerburg-Neuleiningen (1856–1906), deutscher Adliger, Kavallerieoffizier, Historiker und Heraldiker
- Karl Ludwig von Leiningen-Dagsburg-Emichsburg (1704–1747), regierender Graf und kurpfälzischer General
- Karl Polykarp zu Leiningen-Billigheim (1860–1899), badischer Standesherr
- Karl Theodor zu Leiningen-Billigheim (1794–1869), badischer Standesherr
- Karl Wenzel zu Leiningen-Billigheim (1823–1900), badischer Standesherr

### M
- Margarete von Leiningen-Westerburg-Neuleiningen (1694–1761), Gräfin von Leiningen, Person der Regionalgeschichte
- Maria Luise Albertine zu Leiningen-Dagsburg-Falkenburg, genannt Prinzessin George (1729–1818)
- Maria Polyxena von Leiningen-Dagsburg-Hardenburg (1663–1725), durch Heirat Fürstin von Nassau-Weilburg

### R
- Reinhard von Leiningen-Westerburg (1479–1540), Graf von Leiningen, Kanoniker, Domdekan in Köln
- Reinhard August zu Leiningen-Westerburg-Altleiningen, deutsch-österreichischer Graf, preußischer Offizier

### S
- Seraphine Franziska zu Leiningen-Westerburg-Neuleiningen (1810–1874), Gräfin zu Leiningen, Standesherrin, Stiftsdame

### V
- Viktor zu Leiningen-Westerburg-Altleiningen (1821–1880), k.u.k. österreichischer Feldmarschallleutnant

### W
- Wenzel Joseph zu Leiningen-Heidesheim (1738–1825), Reichsgraf, badischer Standesherr
- Wilhelm zu Leiningen-Westerburg-Neuleiningen (1875–1956), deutscher bzw. österreichischer Adliger, Chemiker, Forstwissenschaftler und Hochschullehrer
- Wilhelm Carl zu Leiningen-Guntersblum (1737–1809), Reichsgraf und badischer Standesherr